# Anne Hathaway (színművész)
Anne Jacqueline Hathaway (Brooklyn, 1982. november 12. –) Oscar- és Golden Globe-díjas amerikai színésznő.

## Fiatalkora
Brooklynban, New Yorkban született, Gerald Hathaway ügyvéd és Kate McCauley színésznő gyermekeként. Édesanyja komoly hatással volt rá abban, hogy színésznő legyen. Hatéves korában a család a New Jersey állambeli Millburnbe költözött. Két fiú testvére van, egy idősebb, Michael és egy fiatalabb, Thomas.
Hathaway katolikus nevelésben részesült, amit "nagyon erős értékrend"-nek tart, olyannyira, hogy gyerekként apáca szeretett volna lenni. Tizenöt éves korában azonban letett erről a szándékáról, miután megtudta, hogy a bátyja, Michael meleg. Katolikus neveltetése ellenére úgy érezte, hogy nem tud támogatni egy olyan vallást, ami nem fogadja el a bátyja szexuális beállítottságát.
Több szemesztert tanult a Vassar főiskolán (Vassar College, Poughkeepsie, New York) angol szakon, mielőtt a New York Egyetem hallgatója lett. Főiskolai tanulmányait legjobb döntései közé sorolja, mivel nagyon élvezte az együtt töltött időt a többi felnőni igyekvő társával. Hathaway tagja volt a Barrow színtársulat (Barrow Group Theater Company) színészprogramjának, ő volt az első tinédzser, aki felvételt nyert. Képzett színházi színésznő, és jobban is kedveli a színpadon szereplést a filmeknél.

## Színészi pályafutása
Színészként 1999-ben a Légy valódi (Get Real) című tévésorozatban mutatkozott be, első jelentős szerepét 2001-ben Garry Marshall családi vígjátékában, a Neveletlen hercegnőben (The Princess Diaries) kapta, Julie Andrews partnereként, amely megalapozta karrierjét.
A következő években további családi filmekben szerepelt, többek között az Elátkozott Ella (Ella Enchanted), a Neveletlen hercegnő 2. – Eljegyzés a kastélyban (The Princess Diaries 2: Royal Engagement) és a PiROSSZka – A jó, a rossz, a farkas, MEGAnagyi (Hoodwinked) című alkotásokban, utóbbiban szinkronszínészként a hangját kölcsönözte. 2005-ben a korábbi szerepei által „jó kislány”-skatulyába zárt Hathaway feltűnt az Ámok (Havoc) és a Brokeback Mountain – Túl a barátságon (Brokeback Mountain) című filmekben is. Később Az ördög Pradát viselben Meryl Streeppel is együtt játszhatott, majd Jane Austent alakította a Becoming Jane-ben. 2008-ban Steve Carell partnereként feltűnt a Zsenikém – Az ügynök haláli (Get Smart) című filmben, illetve ugyanebben az évben a kritikusok körében is komoly elismerést ért el a Rachel esküvője (Rachel Getting Married) című filmben nyújtott alakításával, mellyel több díjat is elnyert. 2012-ben feltűnt a Macskanő szerepében Christopher Nolan A sötét lovag – Felemelkedés című filmjében, és Tom Hooper A nyomorultak-feldolgozásában is, Fantine szerepét játszva. Utóbbiért számos más elismerés mellett megkapta az Oscar-díjat, Legjobb női mellékszereplő kategóriában.
Színészi stílusát Judy Garlandéhoz és Audrey Hepburnéhez hasonlítják, ő maga Hepburnt tartja kedvenc színésznőjének míg Meryl Streepet példaképének.

## Magánélete
2004 és 2008 között Raffaello Follieri szélhámos barátnője volt, akiről azt hitte, üzletember. Férje 2012 óta Adam Shulman színész-üzletember, két gyermekük született.

## Filmográfia

### Film
| Év   | Magyar cím                                      | Eredeti cím                                    | Szerep                  | Magyar hang        |
| ---- | ----------------------------------------------- | ---------------------------------------------- | ----------------------- | ------------------ |
| 2001 | Neveletlen hercegnő                             | The Princess Diaries                           | Mia Thermopolis         | Bogdányi Titanilla |
| 2001 | Meztelen mennyország                            | The Other Side of Heaven                       | Jean Sabin              | Haumann Petra      |
| 2002 | Nicholas Nickleby                               | Nicholas Nickleby                              | Madeline Bray           | Molnár Ilona       |
| 2002 | Macskák királysága                              | Neko no ongaeshi                               | Haru Yoshioka (hangja)  |                    |
| 2004 | Elátkozott Ella                                 | Ella Enchanted                                 | Ella                    | Szénási Kata       |
| 2004 | Neveletlen hercegnő 2. – Eljegyzés a kastélyban | The Princess Diaries 2: Royal Engagement       | Mia Thermopolis         | Bogdányi Titanilla |
| 2005 | PiROSSZka – A jó, a rossz, a farkas, MEGAnagyi  | Hoodwinked!                                    | Piroska (hangja)        | Ónodi Eszter       |
| 2005 | Ámok                                            | Havoc                                          | Allison Lang            | Bogdányi Titanilla |
| 2005 | Brokeback Mountain – Túl a barátságon           | Brokeback Mountain                             | Lureen Newsome          | Tóth Ildikó        |
| 2006 | Az ördög Pradát visel                           | The Devil Wears Prada                          | Andrea Sachs            | Németh Borbála     |
| 2007 | Jane Austen magánélete                          | Becoming Jane                                  | Jane Austen             | Bogdányi Titanilla |
| 2008 | Zsenikém – Az ügynök haláli                     | Get Smart                                      | 99-es ügynök            | Németh Borbála     |
| 2008 | A ZseniKém hősei elszabadultak!                 | Get Smart's Bruce and Lloyd Out of Control     | 99-es ügynök (cameo)    | Zsigmond Tamara    |
| 2008 | Rachel esküvője                                 | Rachel Getting Married                         | Kym Buchman             | Nemes Takách Kata  |
| 2008 | A 109. utas                                     | Passengers                                     | Dr. Claire Summers      | Bogdányi Titanilla |
| 2009 | A csajok háborúja                               | Bride Wars                                     | Emma Allen              | Tóth Ildikó        |
| 2010 | Valentin nap                                    | Valentine's Day                                | Liz Currran             | Németh Borbála     |
| 2010 | Alice Csodaországban                            | Alice in Wonderland                            | Fehér királynő          | Major Melinda      |
| 2010 | Szerelem és más drogok                          | Love and Other Drugs                           | Maggie Murdock          | Horváth Lili       |
| 2011 | Rio                                             | Rio                                            | Csili (hangja)          | Németh Borbála     |
| 2011 | Egy nap                                         | One Day                                        | Emma Morley             | Balsai Móni        |
| 2012 | A sötét lovag – Felemelkedés                    | The Dark Knight Rises                          | Selina Kyle / Macskanő  | Bogdányi Titanilla |
| 2012 | A nyomorultak                                   | Les Misérables                                 | Fantine                 | eredeti nyelven    |
| 2013 | Don Jon                                         | Don Jon                                        | Emily Lombardo (cameo)  |                    |
| 2014 | Az élet dala                                    | Song One                                       | Franny Ellis            | Bogdányi Titanilla |
| 2014 | Rio 2.                                          | Rio 2                                          | Csili (hangja)          | Németh Borbála     |
| 2014 |                                                 | Don Peyote                                     | TRUTH ügynöke (cameo)   |                    |
| 2014 | Csillagok között                                | Interstellar                                   | Amelia Brand            | Horváth Lili       |
| 2015 | A kezdő                                         | The Intern                                     | Jules Ostin             | Bogdányi Titanilla |
| 2016 | Alice Tükörországban                            | Alice in Wonderland: Through the Looking Glass | Fehér királynő          | Major Melinda      |
| 2016 | A kolosszus                                     | Colossal                                       | Gloria                  | Bogdányi Titanilla |
| 2018 | Ocean’s 8 – Az évszázad átverése                | Ocean's Eight                                  | Daphnie Kluger          | Bogdányi Titanilla |
| 2019 | Vihar előtt                                     | Serenity                                       | Karen Zariakas          | Bogdányi Titanilla |
| 2019 | Csaló csajok                                    | The Hustle                                     | Josephine Chesterfield  | Bogdányi Titanilla |
| 2019 | Sötét vizeken                                   | Dark Waters                                    | Sarah Barlage Bilott    | Bogdányi Titanilla |
| 2020 | Az utolsó akarat                                | The Last Thing He Wanted                       | Elena McMahon           | Bogdányi Titanilla |
| 2020 | Roald Dahl: Boszorkányok                        | The Witches                                    | A Legfőbb Boszorkány    | Bogdányi Titanilla |
| 2021 | Karantén meló                                   | Locked Down                                    | Linda                   | Bogdányi Titanilla |
| 2022 | A végítélet ideje                               | Armageddon Time                                | Esther Graff            | Németh Borbála     |
| 2023 | Eileen voltam                                   | Eileen                                         | Rebecca Saint John      | Bogdányi Titanilla |
| 2023 | Eljött hozzám                                   | She Came to Me                                 | Patricia Jessup-Lauddem | Bogdányi Titanilla |
| 2024 | Anyai ösztön                                    | Mothers' Instinct                              | Celine                  | Bogdányi Titanilla |
| 2024 | A rólad alkotott kép                            | The Idea of You                                | Solène Marchand         | Bogdányi Titanilla |
| 2025 |                                                 | Mother Mary                                    |                         |                    |
| 2026 |                                                 | Verity                                         | Verity Crawford         |                    |
| 2026 |                                                 | The Devil Wears Prada 2                        | Andrea Sachs            |                    |
| 2026 |                                                 | The Odyssey                                    | Penelope                |                    |
| 2026 | Flowervale Street                               |                                                |                         |                    |

Dokumentumfilmek
- Valentino: The Last Emperor (2009) – önmaga
- 10 Mountains 10 Years (2010) – narrátor (hangja)
- Girl Rising (2013) – narrátor (hangja)

### Televízió
| Év        | Magyar cím                  | Eredeti cím                    | Szerep                                 | Megjegyzések                                   |
| --------- | --------------------------- | ------------------------------ | -------------------------------------- | ---------------------------------------------- |
| 1999–2000 | Légy valódi                 | Get Real                       | Meghan Green                           | 22 epizód                                      |
| 2007      | Várd a karácsonyt Elmóval!  | Elmo's Christmas Countdown     | önmaga                                 | különkiadás                                    |
| 2008–2012 | Saturday Night Live         | Saturday Night Live            | házigazda                              | 3 epizód                                       |
| 2009–2012 | A Simpson család            | The Simpsons                   | Jenny / Penelope hercegnő (hangja)     | 3 epizód                                       |
| 2010–2011 | Family Guy                  | Family Guy                     | Maggie / önmaga / dögös szőke (hangja) | 3 epizód                                       |
| 2011      | 83. Oscar-gála              | 83rd Academy Awards            | házigazda                              | - különkiadás - James Francóval közösen        |
| 2015      |                             | HitRecord on TV                | Vivica Virus                           | 1 epizód                                       |
| 2015      | Playback párbaj             | Lip Sync Battle                | önmaga                                 | - 1 epizód - ("Anne Hathaway vs. Emily Blunt") |
| 2016      |                             | Documentary Now!               | önmaga                                 | 1 epizód                                       |
| 2019      | Modern szerelem             | Modern Love                    | Lexi                                   | 2 epizód                                       |
| 2020      |                             | Sesame Street: Elmo's Playdate | önmaga                                 | különkiadás                                    |
| 2021      | RuPaul – Drag Queen leszek! | RuPaul's Drag Race             | önmaga                                 | 1 epizód                                       |
| 2021      | Egyedül és együtt           | Solos                          | Leah                                   | 1 epizód                                       |
| 2022      | WeCrashed                   | WeCrashed                      | Rebekah Neumann                        | - minisorozat (8 epizód) - vezető producer     |
| 2022      |                             | Storybots: Answer Time         | titkosszolgálati hölgy (hangja)        | 1 epizód                                       |

## Díjak és jelölések

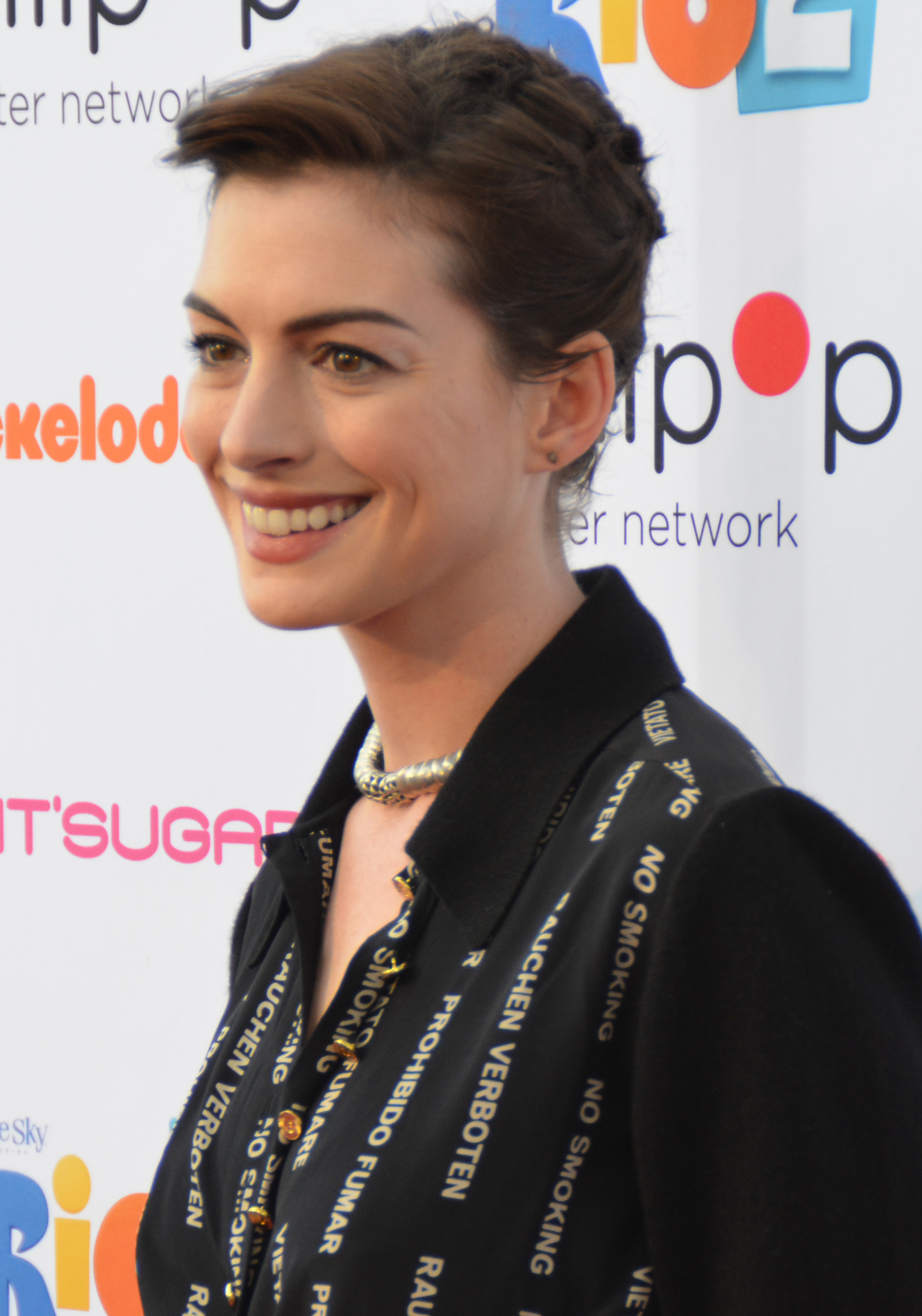
Anne Hathaway 2014-ben

- 2002 MTV Movie Awards, legjobb első szereplés (női) jelölés: Neveletlen hercegnő
- 2003 Golden Globe-díj, legjobb film, zenés film és vígjáték kategória jelölés: Nicholas Nickleby
- 2007 Golden Globe-díj, legjobb film, zenés film és vígjáték kategória jelölés: Az ördög Pradát visel
- 2009 Oscar-díj, legjobb női alakítás jelölés: Rachel esküvője
- 2013 Oscar-díj, legjobb női mellékszereplő: A nyomorultak

## Fordítás
- Ez a szócikk részben vagy egészben  az   Anne Hathaway című angol Wikipédia-szócikk fordításán alapul.  Az eredeti cikk szerkesztőit annak laptörténete sorolja fel. Ez a jelzés csupán a megfogalmazás eredetét és a szerzői jogokat jelzi, nem szolgál a cikkben szereplő információk forrásmegjelöléseként.